# Marie von Preußen (1825–1889)

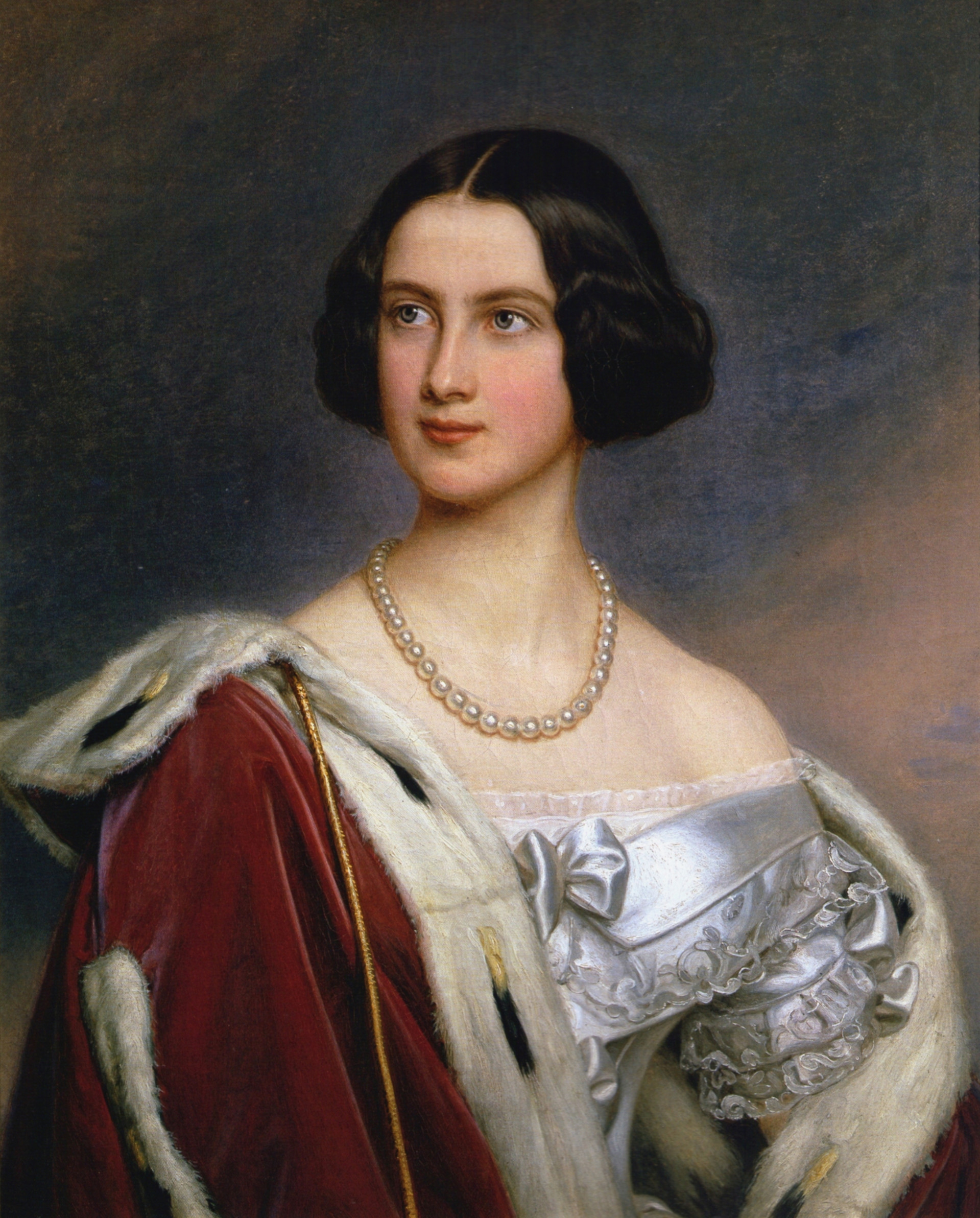
Marie Kronprinzessin von Bayern (Gemälde von Joseph Karl Stieler, 1843, Schönheitengalerie, Schloss Nymphenburg)

Prinzessin Marie von Preußen (* 15. Oktober 1825 in Berlin; † 17. Mai 1889 im Schloss Hohenschwangau, vollständiger Name Friederike Franziska Auguste Marie Hedwig) wurde durch Heirat mit dem späteren König Maximilian II. Joseph Königin von Bayern.

## Leben

### Jugend
Am 15. Oktober 1825 wurde Marie als Jüngste von acht Geschwistern im Berliner Stadtschloss geboren. Ihre Eltern waren Prinz Wilhelm von Preußen (1783–1851) und seine Gemahlin Marianne von Hessen-Homburg (1785–1846). Sie verlebte einige Jahre mit ihren Eltern in Köln und Mainz. Der Sommersitz ihrer Eltern war Schloss Fischbach im niederschlesischen Hirschberger Tal.

### Kronprinzessin und Königin

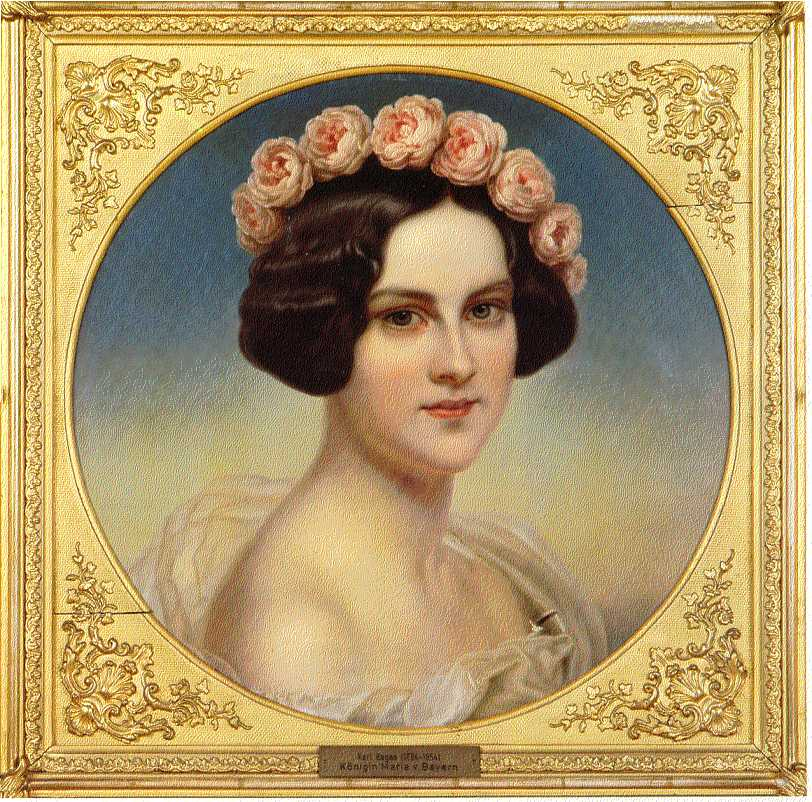
Marie von Preußen (Porträt von Carl Joseph Begas, 1842)

Im Dezember 1841 entschloss sich der dreißigjährige Kronprinz Maximilian (der 1848 als Maximilian II. Joseph König von Bayern wurde) „mit den wundgelaufenen Freiersfüßen“, die sechzehnjährige Hohenzollern-Prinzessin Marie zu heiraten. Die für den Januar 1842 angesetzte Verlobung in Berlin musste verschoben werden, da die Braut an Masern erkrankt war. Und bevor an eine Hochzeitsfeier gedacht werden konnte, stand noch ein weiteres Fest an, die Konfirmation der Braut. An der Zeremonie in der Dorfkirche in Fischbach nahm zu ihrer Freude neben König Friedrich Wilhelm IV., ihrem Cousin, und Königin Elisabeth Ludovika auch deren Neffe, Maries katholischer Bräutigam Max teil. Die feierliche evangelische Prokurativtrauung der Prinzessin mit dem Kronprinzen Maximilian von Bayern fand am 5. Oktober 1842 in Berlin statt. An der Seite der Braut stand also nicht ihr zukünftiger Ehemann, sondern Wilhelm Prinz von Preußen als Vertreter des bayerischen Kronprinzen. Hatte die Heirat von Maximilians Tante Elisabeth Ludovika von Bayern mit dem späteren preußischen König Friedrich Wilhelm IV. 1823 noch vierjähriger diplomatischer Verhandlungen wegen der Konfessionsverschiedenheit bedurft, wurde Marie die Beibehaltung ihrer evangelischen Konfession nun unproblematisch gestattet. (Beide Königinnen konvertierten erst in späteren Jahren zur Konfession ihres jeweiligen Mannes.) Die beiden vorhergehenden Königinnen von Bayern waren ebenfalls evangelisch gewesen, so dass das in Bayern keine Besonderheit darstellte.

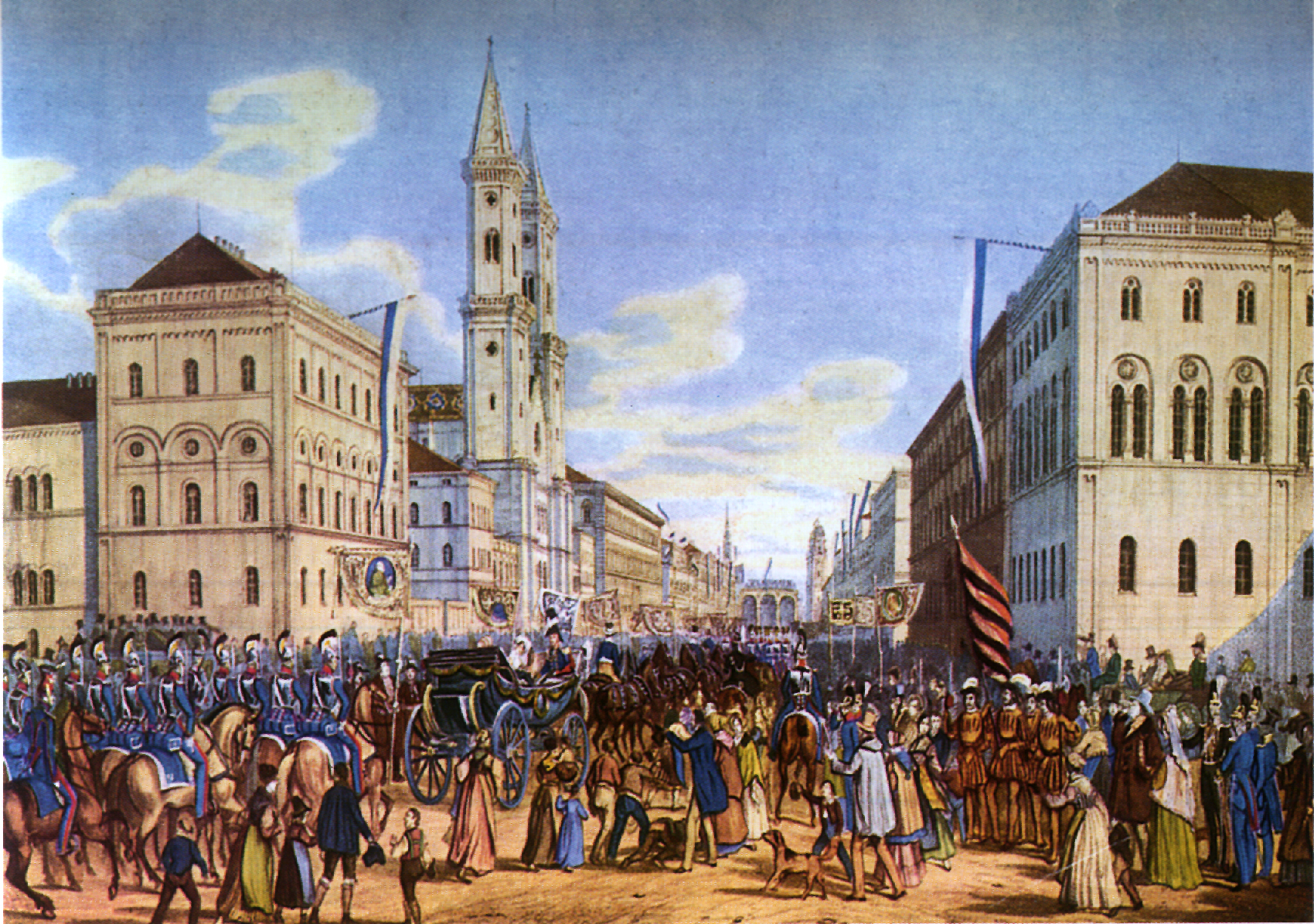
Die Ludwigstraße beim Einzug der Prinzessin Marie von Preußen 1842

Die Reise der Kronprinzessin von Berlin nach München glich einer Jubelfahrt, die Ankunft in München vor der Residenz war geradezu rührend. Die Braut sprang aus der Kutsche, lief auf ihren Bräutigam zu, und entgegen jeder Hofetikette umarmte sie ihn. Die katholische Trauung erfolgte am 12. Oktober, dem Maximilianstag, in der Allerheiligen-Hofkirche. Für ein warmes Verhältnis zwischen den Ehegatten spricht, dass der bayerische Kronprinz Maximilian seiner Gemahlin zum Geburtstag ihres ersten Kindes Blumen und eine Brosche in Gestalt eines kleinen Engels schenkte.
Bereits im Februar 1843 kündigte sich bei Marie das erste Kind an, doch sie erlitt drei Monate später eine Fehlgeburt. Am 25. August 1845 kam schließlich – nach einer mehr als zwölfstündigen Geburt – ihr erstes Kind Ludwig (der spätere König Ludwig II. von Bayern) zur Welt. Drei Jahre später, am 27. April 1848, gebar sie, zwei Monate zu früh, ihren zweiten Sohn Otto.
Die Kronprinzessin, die seit 1848 Königin von Bayern war, war eine enthusiastische Liebhaberin der bayerischen Berge. Die Hohenzollernprinzessin, die das Wandern in ihrer Kindheit im Riesengebirge lieben gelernt hatte, wurde Bayerns erste Bergsteigerin. Die Söhne waren bei den Bergtouren der Mutter gerne dabei. Gemeinsam bestiegen sie zum Beispiel den Säuling. Für den Weg von Hohenschwangau bis zur Bergspitze brauchten sie dreieinhalb Stunden.

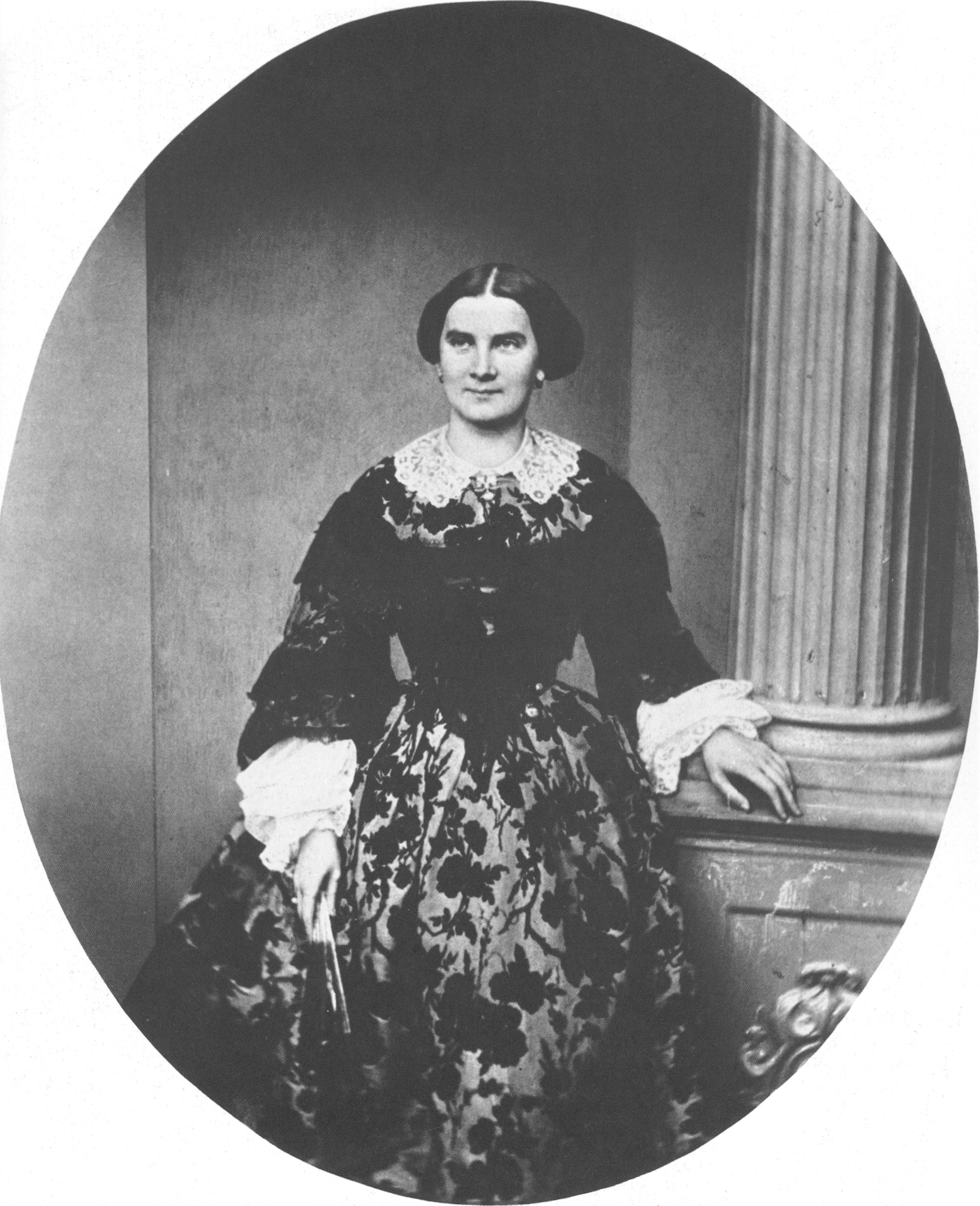
Königin Marie von Bayern, Fotografie von Franz Hanfstaengl, ca. 1860

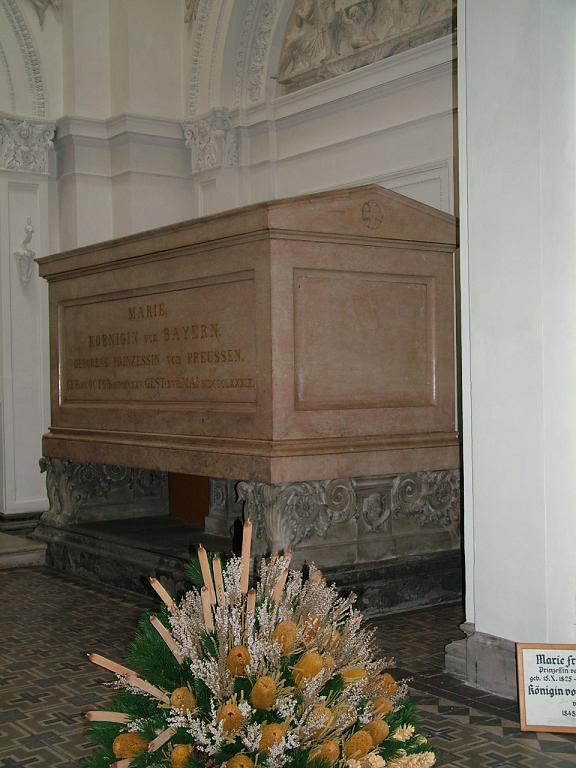
Grab von Königin Marie

Marie war bei der evangelischen wie der katholischen Bevölkerung gleichermaßen beliebt – mitbedingt sicherlich dadurch, dass sie durch das ganze Land reiste bzw. dieses durchwanderte.
Marie versah als Königin viele karitative Aufgaben und Schirmherrschaften, wie das von der Gattin des Monarchen erwartet wurde, entweder an der Seite ihres Gemahls oder auch in Eigenregie. Maximilians Vorstellungen von einer bildungsbeflissenen Frau ohne Widerspruchsgeist konnte Marie jedoch nichts abgewinnen. Marie war am preußischen Hof sehr frei aufgewachsen und nahm sich diesen Freiraum auch in Bayern. Anders als ihre Zeitgenossin Kaiserin Elisabeth von Österreich-Ungarn nahm Marie aber dennoch auch alle ihre Aufgaben bei Hofe wahr.

### Königinmutter
In der Nacht vom 9. auf den 10. März 1864 starb plötzlich ihr Mann Maximilian II. Joseph. Da ihr Sohn Ludwig unverheiratet war, blieb sie als Königinmutter weiterhin die ranghöchste Dame Bayerns. Nach dem Tode ihres Mannes erschien die Königinmutter jedoch seltener in der Öffentlichkeit.
Ausdruck ihres großen sozialen Engagements war die am 18. Dezember 1869 durch die Königinmutter – zusammen mit ihrem Sohn König Ludwig II. erfolgte – Reaktivierung des bayerischen Frauenvereins, dessen Zweck die „Pflege und Unterstützung der im Felde verwundeten und erkrankten Krieger“ war. Damit wurde das Bayerische Rote Kreuz als Frauenverein gegründet. Das Protektorat übernahm die Königinmutter.
Die Beziehung zu Ludwig war zuweilen schwierig. Marie hatte als gebürtige Preußin die Reichsgründung 1871 begrüßt, im Gegensatz zu Ludwig. Auch ihre Abneigung gegenüber Richard Wagner entzweite sie bereits zuvor mit ihrem Sohn. Seine Freundschaft mit der Schauspielerin Lilla von Bulyovsky fand sie ebenfalls unpassend. Anders als Ludwig war Marie aber sehr gesellig und ihr munteres Geplauder missfiel ihm. Der König mied sie zunehmend.
Am 12. Oktober 1874 trat sie in der Pfarrkirche St. Maria und Florian des Schwangauer Ortsteil Waltenhofen zur katholischen Konfession über. Ein Grund war auch, dass geistliche Berater ihr eingeredet hatten, der schlechte Gesundheitszustand ihres Sohnes Otto sei eine Strafe des Himmels für ihre „falsche“ Konfession. Dieser Schritt wurde von ihrer preußischen Verwandtschaft missbilligt, auch König Ludwig zeigte sich wenig begeistert, während ihr jüngerer Sohn Otto sich in einem Brief darüber erfreut zeigte. Dieser Brief belegt auch, dass Otto 1874 zumindest zeitweise noch klar bei Verstand war. Marie lebte auf Schloss Nymphenburg und nutzte als Sommersitze das Schloss Hohenschwangau und ein Landhaus in Elbigenalp im Lechtal. Sie war eine Wohltäterin für das ganze Außerfern, übernahm Patenschaften und stiftete zugunsten der notleidenden Bevölkerung. Marie kümmerte sich verstärkt um ihren Sohn Otto, dessen Geisteszustand sich immer mehr verschlechterte. Am 14. Oktober 1885 war Ludwig II. von Linderhof nach Hohenschwangau gereist, um seiner Mutter persönlich zum 60. Geburtstag am 15. Oktober zu gratulieren und um sie durch das in Bau befindliche Schloss Neuschwanstein zu führen, dies war die letzte persönliche Begegnung der beiden. Von der zunehmend prekären finanziellen Situation des Königs erfuhr Marie erst im Frühjahr 1886 in vollem Umfang, worauf sie ihm anbot, wertvollen Schmuck zu veräußern. Ludwig war zwar gerührt, lehnte aber ab.
Kurze Zeit darauf musste Marie noch den Tod ihres Sohnes König Ludwig II. erleben, der sie wenig gemocht und weitgehend gemieden hatte. Marie war jedoch sehr getroffen durch das Schicksal ihrer beiden Söhne und erfuhr viel Mitgefühl von der Öffentlichkeit, was sie aber zusätzlich bedrückte. Ihr Sohn Otto war nun dennoch unter der Regentschaft ihres Schwagers Luitpold neuer König von Bayern.
Marie starb 1889 auf Hohenschwangau und wurde in einer Seitenkapelle der Theatinerkirche gegenüber ihrem Gemahl König Maximilian II. beigesetzt. Ihr Herz wurde getrennt bestattet und befindet sich in der Gnadenkapelle von Altötting.

### Marie als Bergsteigerin
Kronprinzessin Marie ließ sich eine eigene Kleidung zum Bergsteigen anfertigen und wurde die erste Bergsteigerin im bayerischen Königshaus, förderte aber auch wie ihr Mann die einheimische Tracht. Sie selbst bestieg nicht nur oft den Säuling und andere Berge bei Hohenschwangau, häufig auch mit ihren Söhnen in deren Kindheit, sondern unter anderem auch 1854 den 2713 Meter hohen Watzmann. Königin Maries Ehrgeiz, als erste Frau die Zugspitze zu besteigen und damit nahe an die 3000er Grenze zu stoßen, wurde zu ihrem Leidwesen durch ein Verbot ihres Ehegemahls Max II. gebremst, der es als „unziemlich für eine Königin“ befand. Obgleich manchmal zu lesen ist, dass Marie nach dem Tod ihres Mannes die Zugspitze doch noch bestiegen hätte, gibt es dafür keine Quelle mit einer Jahresangabe.

## Nachkommen
Aus der Ehe mit König Maximilian II. Joseph gingen zwei Söhne hervor:
- Otto Friedrich Wilhelm Ludwig  (1845–1886), als Ludwig II. König von Bayern, 1867 Verlobung mit Herzogin Sophie in Bayern (1847–1897)
- Otto Luitpold Wilhelm Adalbert Waldemar (1848–1916), als Otto I. König von Bayern